# How to Save a Life (sång)
How to Save a Life är den första singeln från albumet med samma namn av det amerikanska rockbandet The Fray.
Singeln blev en succé[källa behövs] i Sverige under 2007 och spelades flitigt på radio. Den gick in på en 19:e plats på Trackslistan 3 mars 2007 och låg veckan efter på 18:e plats men bättre blev det inte. År 2010 listades How to Save a Life som nummer 54 på Rhapsodys lista över decenniets 100 bästa låtar.
Låten blev känd genom att först vara med i Grey's Anatomy-avsnittet "Superstition" 19 mars 2006 och drygt en månad senare spelas i slutet av Scrubs-avsnittet "My Lunch" (säsong 5, avsnitt 20).
Låtens text syftar enligt bandet på den tid som en av bandmedlemmarna arbetade på ett psykhem för ungdomar. En av hans patienter begick självmord, och lämnade bandmedlemmen i förvirring.[källa behövs]